# Çankırıspor
Çankırıspor ist ein türkischer Fußballverein aus der Stadt Çankırı. Ihre Heimspiele tragen die Schwarz-Weißen im Atatürk-Stadtstadion Çankırı aus. Die Mannschaft wird von den Fans als Genç Yarenler bezeichnet.

## Geschichte
Der Verein wurde 1993 unter dem Namen Çankırı Belediyespor vom damaligen Bürgermeister Raif Oktay gegründet und betrieb erst nur Hallensportarten. 1994 erweiterte der neu gewählte Bürgermeister Ahmet Bukan den Verein um eine Fußballabteilung. Nach etwa zwei Jahren in den regionalen Amateurligen stieg der Verein zur Saison 1995/96 in die damals dritthöchste Spielklasse, die 3. Lig (heute TFF 2. Lig), auf.
Im Sommer 2012 zog sich die Stadtverwaltung aus der Vereinsführung zurück und übergab alle Vollmachten dem neuen Vereinspräsidenten Sevda Karaali. Karaali entfernte zum Sommer 2012 den Begriff Belediye (dt.: Stadtverwaltung) aus dem Vereinsnamen, sodass die Bezeichnung Çankırıspor erhalten blieb.
Die Vereinsführung von Çankırıspor beantragte nach dem 29. Spieltag der Saison 2014/15, nach dem der Verein als Absteiger feststand, den Rückzug aus dem Ligabetrieb. Nach diesem Rückzug trat das Reglement in Kraft, wonach Teams, die innerhalb einer Saison grundlos zwei Spiele nicht antraten, automatisch zwangsabsteigen mussten. Die vier verbliebenen Spiele des Klubs wurden mit einer 0:3-Niederlage bewertet. Wegen einer Regelwidrigkeit wurden dem Verein drei Punkte abgezogen.

## Ehemalige bekannte Spieler
- Furkan Aydın
- Ekrem Ekşioğlu
- Erhan Namlı

## Trainer (Auswahl)
- Murat Özgen (Dezember 1999 – Mai 2001)